# Bernterode (bei Heilbad Heiligenstadt)
Bernterode település Németországban, azon belül Türingiában. Lakosainak száma 233 fő (2017. december 31.).

## Népesség
A település népességének változása:

| 2017 | 233 |